# Kōta Minami
Kōta Minami (japanisch 南 光太 Minami Kōta; * 1. Mai 1979 in der Präfektur Ōita) ist ein ehemaliger japanischer Fußballspieler.

## Karriere
Minami erlernte das Fußballspielen in der Schulmannschaft der Kunimi High School. Seinen ersten Vertrag unterschrieb er 1998 bei den Nippon Steel Oita SC. Danach spielte er bei den Profesor Miyazaki. 1999 wechselte er zum Drittligisten Mito HollyHock. Am Ende der Saison 1999 stieg der Verein in die J2 League auf. Für den Verein absolvierte er 23 Spiele. Ende 2000 beendete er seine Karriere als Fußballspieler.